# ギリシャのユーロ圏離脱
ギリシャのユーロ圏離脱（ギリシャのユーロけんりだつ）とは、ギリシャの債務危機 (Greek government-debt crisis) に対処するため仮定された、同国がユーロ圏を離脱するシナリオである。ギリシャは2018年8月に金融支援プログラムを完了しており、そのような離脱は回避されている
「グレグジット（Grexit）」は「ギリシャのユーロ圏離脱」を意味する造語で、英語: "Greek"（ギリシャの）と 英語: "exit"（出ていくこと、退出）を併せてつくられた混成語。シティグループのチーフアナリスト、ウィレム・バウター(Willem H. Buiter)とエブラヒム・ラハバリ(Ebrahim Rahbari)が2012年2月6日に発表したレポートで「ギリシャがユーロ圏を離脱し、旧通貨ドラクマを再び使用する可能性がある」ことを指して初めて使用されて以降、マスメディアなどでも使われるようになった。

## 背景
2012年5月中旬、長引くギリシャの財政危機の中行われた2012年5月ギリシャ議会総選挙の結果、緊縮財政政策に反対してきた急進左派連合(SYRIZA)が第2党となり与党側が組閣に失敗したことから、ギリシャはユーロ圏をすぐにでも離脱するのではないかという憶測が流れた。この「ギリシャのユーロ離脱」はグレグジット(Grexit)と呼ばれるようになり、国債市場にも影響を及ぼすようになった。エコノミストらは、この離脱観測が自己達成的予言の典型例になることに懸念を示した。グレグジットが現実のものとなった場合、ギリシャ経済は非常に不安定な状態となることから、仮にグレグジットを行うとしても「政府の決断が下されてから数日中、というより数時間内」に実行する必要がある。

### ユーロ自体の問題
ユーロは導入当初から問題があった。その共通通貨は経済と全く関係が無く、そもそも政治的なプロジェクトだった。ユーロが形成されて以後の経済成長率は明らかに鈍化した。ドイツのような大国はユーロというシステムで得をしたが、貧しい国々はさらに悪くなった。また政治的にもウクライナ問題などにEUは何もできないことを示した。欧州連合は2010年のギリシャへの最初の金融支援において、より多くの負債を帳消しにするべきであった。オリヴィエ・ブランチャードも、EUとギリシャ間の交渉が非現実的だと考え、ギリシャの負債を帳消しにすることを交渉の議論の焦点にするよう求めている。
欧州が最適通貨圏では無いことはしばしば指摘されてきた。域内の労働移動性にしても、例えば1990年代の居住地域の変更率(人口に対する比率)はドイツが1.1%、イタリアが0.5%であり、アメリカ合衆国の3.1%には遠く及ばない。欧州域内とは違い、米国内では同じ言語が使われているわけであるから当然である。またユーロ圏の金融政策はECBによって決められ、ユーロ圏各国は独自の金融政策をとることができない。ユーロ圏加盟国間では固定相場制であるため、貿易のインバランスが生じても、為替レート変動による調整メカニズムは働かない。そしてユーロ圏の加盟国が不況に陥ったときに、自国通貨を切り下げて輸出ドライブをかけて経常収支を改善させることができなくなる。米国においても各州で同じ通貨、すなわちUSドルを使っているが、経済が相対的に弱い州には自動的に米国連邦政府が経済援助をする仕組みとなっている。これは米国の財政連邦主義と呼ばれる。ユーロ圏ではこうした財政連邦主義がないので、ドイツのように経済的に強い地域がその他の加盟国を支援する仕組みがないのである。
ノーベル賞経済学者ジェームズ・トービンは2001年の段階で既にユーロが内包する問題点を指摘していた。ユーロ圏参加国と米国の各州を比較すると、両者ともに金融政策の主権はない。だがユーロ圏のECBと米国のFRBを比べれば、EMUの条項によってECBはユーロ域内の物価安定に力を注ぐことを強いられる。物価の安定だけに政策焦点がおかれるあまり、失業への対策がおろそかになるのである。一方、FRBの政策は失業対策と実質経済成長に比重がおかれているゆえに、欧州よりも米国の方が失業率は低い。財政政策に関して、ユーロ加盟国はマーストリヒト条約やEMUの規則に従わなければならず、各加盟国は財政赤字をGDPの3%以内に抑えることが義務となっている。この義務はたとえ加盟国内外で景気後退が起こったときにも果たさなければならない。よってユーロ加盟国が不況に陥ったときにその義務が足かせになるため、財政拡張によっての景気回復を望めなくなる。一方、米国の各州では資本形成のための公的支出であれば支出の上限は無いので、学校や高速道路建造などに投資することができる。
ノーベル賞経済学者クリストファー・ピサリデスは、ユーロという共通通貨システムのために、ユーロ圏各国の失業率が高止まりし、各国が低成長に苦しみ失われた世代が作り出されていることを指摘した。ピサリデスはユーロ圏を秩序立てて解体させるべきと唱えた。

### IMFの関与
リチャード・クーは、IMFとEUのギリシャへの交渉姿勢を厳しく非難した。IMFは、ギリシャが緊縮プログラムを実行すれば2012年の段階で更なる債務減免は必要ないと主張していた。EUの主張は、ギリシャが構造改革を遅らせたためにギリシャが困難に直面したのだというものだった。これらの主張に対してリチャード・クーは、レーガノミクスで行われた構造改革は短期的には効果が無く、レーガン政権下では米国は構造改革の恩恵をうけなかったことを指摘し、IMFとEUの主張は非現実的であると述べた。
2015年7月、IMFがギリシャの債務返済に関するモラトリアム(30年、もしくはそれより長い期間)の必要性を唱えた。ギリシャへの金銭支援をめぐり、ドイツ側はIMFが支援に加わることを望む。そしてドイツ側はリスボン条約125条を理由にギリシャの債務減免には応じない。一方IMFはギリシャの債務減免が合意されない限りは支援を拒むスタンスである。債務減免だけでは不十分であり、ギリシャへの恒常的な財政支援も必要だとIMFは論じた。これは実質的な所得移転であり、EUの債権国(主にユーロ圏北側の国々)の頭痛の原因である。2010年のギリシャへの最初の金銭支援から、欧州連合は所得移転連合だとする論調がドイツでは台頭してきている。
このIMFの対応をうけ、リチャード・クーはIMFがわずかながらギリシャの実態経済を理解しつつあると述べた。

## ギリシャ動向

### 2015年ギリシャ国民投票
ギリシャ政府は2015年の6月30日までに約16億ユーロのローンをIMFに返済しなければならない。IMFや欧州連合は、ギリシャ政府に190億ユーロの金融支援をする交換条件として緊縮財政プログラムをギリシャに受け入れるよう要求している。ギリシャ政府側は、緊縮財政プログラムを免除するよう要求し続け、EUとギリシャとの交渉が継続している。IMFらが求める財政緊縮プログラムは、既に過去5年にわたって苦しんできているギリシャ国民にとって屈辱的なものであるとアレクシス・ツィプラスは述べた。
2015年1月の総選挙でSyrizaが反緊縮を掲げて選挙に勝ち、政権について以来、Syrizaのリーダーであるチプラス率いるギリシャ側とEU側の間で折衷案も含め難しい交渉が続いていた。チプラス政権は、EU側が要求する財政緊縮案をギリシャ側が受け入れるかどうかについての国民投票を2015年7月5日に開くことを決定した。この国民投票でYesに投票すればEU案を受け入れ、Noに投票すればEU案を拒絶することになる。Yesを選択すればEUから約155億ユーロの金融支援が受けられ、そのうちの18億ユーロは即座に使用できる。だがYesを選択した場合はEUがギリシャに求める緊縮財政政策を施行しなければならない。
チプラス自身は、明確にNoに投票する。チプラスは、EUがギリシャに課そうとする財政緊縮プログラムを屈辱的なものと形容した。今回の国民投票では、終わり無き屈辱的な緊縮財政政策を受け入れるかどうかをギリシャの主権と尊厳をもって決めるのだとチプラスは述べた。アンゲラ・メルケルは、EU案は極めて寛大なオファーであると述べた。
チプラスがEUの緊縮案を国民投票に持ち込むと宣言した後、ギリシャを除くユーロ圏各国は怒り驚き、交渉を即座に中断した。その国民投票でNo側が勝利すればチプラスの影響力が強くなるだろうとチプラスは信じていた。だがユーロ圏首脳らの予測シナリオでは、資本規制でギリシャ国民の預金引き出し額に上限が課されればギリシャ国民とりわけ年金受給者が恐怖に陥り、最終的には国民投票でYes側が勝つというものだった。実際メルケルも、国民投票の結果を待ってギリシャとの交渉を再開するという姿勢であった。フランス財務大臣ミシェル・サピンは、もし国民投票でNoが勝利すればギリシャのユーロ圏離脱への大きなきっかけとなると述べた。イタリア首相マッテオ・レンツィは、その国民投票をユーロかドラクマかの選択だと述べた。
ギリシャは以前にも類似した交渉術をとったことがある。2011年のパパンドレウ政権において、金融支援案を国民投票にかけ、それに対してニコラ・サルコジがパパンドレウを狂人と呼んだ。アンゲラ・メルケルは、ゲオルギオス・アンドレアス・パパンドレウに向かってギリシャはユーロ圏に残りたいのかそうでないのかと問い詰めた。結局パパンドレウはドイツに屈し、しばらくして首相を辞任した。
2015年7月5日の国民投票の結果、投票者の約61.3%がNo側に、約38.7%がYes側に投票した。これでEU側がギリシャに求める緊縮財政施行を拒絶したことになり、No側に票を投じた有権者らはアテネで歓喜した。チプラスは、ギリシャ国民は欧州の民主主義と協調性のために投票したのだと述べ、国民投票翌日にギリシャがEUとの交渉を再開し、ギリシャの金融安定を再構築することが最優先だと語った 。
ギリシャ議会の野党らはその国民投票の意義が不明確だと不満を述べた。ギリシャ元首相アントニス・サマラスは、国民投票でYes側に投票するよう訴えていたが、国民投票の結果をうけて新民主主義党の代表を辞任した。EU高官は、その国民投票は既にEU側との交渉のテーブルに乗っていない事案について適用されるものであったと指摘した。
ギリシャへの対応をめぐり強硬路線を崩さないドイツに対し、フランスはギリシャ国民投票の後にやや柔軟路線に切り替えた 。フランスの経済財政産業大臣をつとめるエマニュエル・マクロンは、ヴェルサイユ条約を再現するべきではないと述べ、ピケティに同調した。ギリシャ国民投票の結果をうけ、ドイツ副首相ジグマール・ガブリエルは、ツィプラスがギリシャと欧州との最後の架け橋を壊したと述べた。

### ECBによる流動性供給制限
ECBは2015年6月末にギリシャへの流動性供給に制限を設けた。かつてキプロスにも強要された資本規制に強く反対するとヤニス・バルファキスは述べた。ギリシャ政府は、資本規制は外国人や旅行者には影響をあたえないとする声明を出した。ECBはギリシャ中央銀行と協調して動き、ユーロ圏の脆弱性の問題に対処するとマリオ・ドラギは述べた。ECBは、ギリシャへの流動性供給に関する決定を再検討する用意があるとする声明を出した。
ECBがギリシャ市中銀行への流動性供給に制限をかけたのは、ユーロ圏各国の財務大臣によるユーロ・グループの会合で現状でギリシャが金融支援プログラムを受け入れないことと、IMFに対して債務不履行になりそうであることを防ぐことができないからである。ギリシャ中央銀行は、この難しい状況の中、ユーロシステムの一部としてギリシャ市民のための金融システム安定を図るためのあらゆる手段を行使すると述べた。
金銭支援の条件である緊縮財政施行を国民投票によって拒絶したことで、ギリシャ政府がEUとの交渉再開後に強い影響力を行使でき、金銭支援のための合意が得られるとギリシャ政府高官らが主張していた。だがECBはギリシャへの流動性供給の制限を解除しなかった。ECBがギリシャに間接的に強いる資本規制によって、ギリシャ国内のキャッシュ・マシーンから一日に引き出せる現金の上限が60ユーロとなっていた。ヤニス・バルファキスは、ユーロ圏がギリシャに仕掛ける戦術はテロリズムであると非難した。

### IMFへの債務不履行確定
ギリシャ政府はIMFへ負債総額15億ユーロを返済する必要があり、2015年6月30日午後11時がその期限であったが返済しなかった。2001年にジンバブエがIMFに対して債務不履行になったことがあるが、IMFに対して債務不履行に陥った先進国としてはギリシャが最初の事例となった。その3日後、欧州金融安定ファシリティが公式にギリシャのIMFへのデフォルトを認定した。

### IOU導入の可能性
欧州中央銀行による懲罰的な流動性制限に対抗するため、Syrizaの一部の議員らはIOUを検討していた。必要あらば、カリフォルニア州がリーマンショックの後に行ったようなカリフォルニア型のIOUを電子マネーで発行することもあるとバルファキスは述べていた。しかし当のバルファキスが財務大臣を辞任したためにIOU計画は空中分解してしまう。ユーロ圏の財務相らはバルファキス解任を望んでいたのだとバルファキスは述べた。

### #ThisIsACoup
ECBがギリシャに課した懲罰的な流動性供給制限でギリシャ国内銀行が業務停止し、ギリシャ国民がATMから引き出せる額の上限は1日60ユーロまでとなっていた。ユーロ圏の首脳らが、ギリシャ国民投票において、緊縮財政政策に反対する側への投票は実質的なユーロ圏離脱であると脅していた。そのような状況下にあってもギリシャ国民は緊縮に反対する側に投票した。国民投票で反緊縮側が多数となった事実からも、その後のチプラスとEUの対立がさらに激化するとみられていた。しかしチプラスは降参し、EUがギリシャに要求する賃金カットや増税といった財政引き締め政策を容認する方向に転換した。
チプラスが金銭支援を求めEUに白旗をあげたことが明らかになる頃には、シンタグマ広場にギリシャの労働組合の旗をもったデモ参加者が集結していた。デモ参加者はチプラスのとった180度回転を非難した。
チプラスの降伏に懐疑的だったヴォルフガング・ショイブレやメルケルらは、チプラスが後になってEU案を骨抜きにするのではないかと考えていた。そこでドイツ政府はギリシャの忠誠度をみるためにギリシャに更なる要求を突きつけた。チプラスとメルケルの間の長い交渉の焦点となったのは、500億ユーロ相当のギリシャ国有資産を売却民営化して諸外国に開放せよとEUとドイツが提示した案をチプラスが承諾するかどうかだった。チプラスに突きつけられたこの最後通告に呼応する形で、バルセロナで数学と物理学の教師をしている人物がソーシャルメディア上で、ユーログループ案はギリシャへの水面下でのクーデターだと述べた。これは#ThisIsACoup(これはクーデターだ)というタグとなり、瞬く間にソーシャルメディアにおいてドイツを非難する大きな動きとなった。米国でもポール・クルーグマンがこのソーシャルメディア上での動きに賛同し、ユーログループの提示した要求リストは狂気であり、厳しいというレベルを通り越して国家主権を完全に破壊するものであるとEUを非難した。
実際にはショイブレの提示した選択肢にはチプラスの降伏以外に一時的なグレグジットも含まれていた。例えば5年程度ギリシャをユーロ圏から離脱させて、ギリシャの回復を待った後に再度ギリシャをユーロ圏へ入れる検討をするというものである。だがこの案は十分に検討されず、17時間をこえる長い交渉を終えて、チプラスはユーログループに降伏しEU案を承諾した。これにより500億ユーロ相当のギリシャ国有資産は、EUが管理するファンドに移転させられる。バルファキスは、ユーログループの案は現代のベルサイユ条約だと述べた。
ギリシャはGDPの2%分の財政緊縮を2016年に行うことを余儀なくされ、すでに失業率が25%のギリシャ経済はデット・デフレーションに陥り、大不況6年目に突入することは想像に難くない。景気が悪いときには失業者が増加し、政府が給付する生活保護費や失業手当、フードスタンプなどの額が増える。また企業の売上や労働者の所得が低下するために法人税収、所得税収が落ち込む。自動的に財政は多かれ少なかれ悪化する。この意味で財政悪化は不況の反映である
。不況の際に財政再建に舵をきれば不況が悪化する。そしてGDPが縮小するため結果的に債務対GDP比が上昇してしまう。歳出削減など財政再建策を施行し、そして財政は悪化するのである。
チプラスは緊縮財政を施行するにあたり、いくつかの関連法案を成立させるようEUから指示を受けた。2015年1月の選挙では反緊縮を掲げて選挙に勝利したSyrizaだけに、チプラスら親ユーロ派がEUとの交渉から持ち帰った案を受け入れるのは難しく、Syriza内のいくらかの議員はこの関連法案に反対をすると考えられている。ギリシャ議会300議席のうち連立与党は162議席を占め、Syrizaの議員のいくらかが反対票を投じれば過半数に届かない。だが新民主主義党や全ギリシャ社会主義運動などの主要野党がEU案に賛成であるため、野党の支持を得て関連法案が成立すると見られている。チプラスは内閣改造を行って関連法案成立に向かってつき進むと見られている。
2015年12月上旬、チプラス政権は政府支出削減や増税といった緊縮財政政策を中心とする2016年の予算をギリシャ議会で承認させた。賛成153反対145の僅差だった。反対票を投じた議員らは、その予算案が反成長・社会的不公平だとして批判していた。その予算によって57億ユーロ相当の政府支出が削減される。
この緊縮方針にもかかわらずギリシャ政府債務は対GDP比で180.2%(2015年度)から187.8%(2016年度)に上昇すると予測されている。

### 欧州投資銀行
2015年11月、欧州投資銀行は約3億ユーロをギリシャに貸し出すことを決めた。この投資はギリシャのエネルギー関連への投資となる。EIBチェアマン、ヴェルナー・ホイヤーは、EIBは困難な状況にあるギリシャ経済を全面的にサポートすると述べた。EIBがギリシャへの投資をすることでギリシャ経済問題の解決につながるようにしなければならないとホイヤーは述べた。

### ユーログループとIMFの合意
2016年5月、ユーログループとIMFは追加融資と債務軽減の工程表作成で合意した。この合意を受け、欧州中央銀行はギリシャ国債の受け入れを再開した。

## 神話

### ギリシャ人の勤労意欲
ギリシャがIMFや欧州連合などに経済支援を要請するようになったのはギリシャ人が勤労を拒否したからだとする論調がある。これは事実と反する。2008年度におけるギリシャの労働者一人あたりの平均労働時間は一週間あたり40.1時間であり、これは米国の39.4時間を凌ぐ。イタリアの34.6時間や、ニュージーランドの33.9時間よりもはるかに長い。
また、2012年における労働者一人当たりの年間労働時間をみれば、OECD参加国ではメキシコがトップで2226時間、第2位が韓国の2163時間。ギリシャはOECD加盟国の中では第3位の労働時間数2029時間をほこり、これはOECDの平均値1769時間よりはるかに長い。日本はOECD平均より若干下の1745時間、ドイツの年間労働時間は1393時間となっている。しかしギリシャには多くの雇用と利潤をもたらす大企業が少なく、工業、科学、金融業といった産業も発達しているとは言えないため（ギリシャのおもな産業は農業、水運、観光業）一人当たりGDPはドイツの半分ほどと労働効率は悪い。
- 労働者一人当たり年間労働時間(2012年)[44]
- 労働者一人当たり年間労働時間、ギリシャ(2012年)

### ギリシャの公務員数
ギリシャの公務員数が多すぎるためにギリシャの債務不履行の公算を高めたとする主張がある。これも事実に反する。公務員を含む公的セクターで働く労働者の労働人口に占める割合をみれば、2008年の時点ではOECD参加国の中ではノルウェーがトップで29.3%、次にデンマーク等のように北欧諸国がトップ4を独占していることがわかる。主要先進国ではフランスが最大で加盟国中5番目の21.9%、OECD平均は15%となっている。ギリシャは7.9%であり、日本の6.7%よりはやや高いがOECDの平均値には全く及ばない。
- 公的セクター労働者数の労働人口に占める割合(%) 2008年度[45]
- 公的セクター労働者数の労働人口に占める割合(%)、ギリシャ 2008年度

## 実施した場合の見通し
既に、ギリシャがユーロ圏を離脱し通貨が旧ドラクマに戻ることを懸念して、ギリシャ国内の銀行からユーロを引き出し始めている人も少なくない。2012年3月までにかけての9ヶ月間でギリシャ国内の銀行の預金残高は13％下がり1,600億ユーロにまで減少した。「6月17日の選挙で、緊縮財政に反対する勢力が勝利した場合、それがより大規模な「取り付け騒ぎ」発生の引き金となる可能性がある」と、テッサロニキ大学経済学教授のディミトリス・マルダス(Dimitris Mardas)は述べている。マルダス教授は、ギリシャ当局はパニックが治まるまでの間資金移動を規制することで対応するだろうと予測している。
万一ユーロに代って新たな通貨が導入された場合、ギリシャのすべての銀行は数日間業務を停止し、ユーロに押印して「新ドラクマ」とするか、あるいは新たな紙幣を印刷しなければならなくなる。かつてドラクマを印刷していたイギリスのセキュリティ印刷企業デ・ラ・ルー社は5月18日、旧金型を使って新ドラクマ紙幣を印刷する準備を進めていると発表した。なお発注後、新紙幣を納品するまでにおよそ6カ月かかると言う。

### ギリシャ国内経済
5月29日、ギリシャ国立銀行は、「ユーロ離脱は、ギリシャ国民の生活水準を大きく下げる」と警告した。この声明によると、ユーロ圏を離脱した場合、ギリシャの一人当たり国民所得は55％減少し、新通貨の価値はユーロの65％まで低下、すでに5年目となったギリシャの不況はさらに22％深刻化する。また失業率は現在の22％から34％に悪化し、現在2％のインフレ率は30％に跳ね上がる。
ギリシャのシンクタンク、経済産業調査財団(IOBE)によると、新ドラクマはユーロの半分またはそれ以下の価値にしかならない。これはインフレーションを誘発し、ギリシャの一般的国民の購買力を低下させるもので、同時に国の生産力も落ち、この5年で増加した失業率はさらに増加し、輸入製品の価格は天井知らずとなって多くの人の手の届かないものとなってしまう
アナリストのバゲリス・アガピトス(Vangelis Agapitos)は、新ドラクマのインフレ率は通貨価値の下落に連動して導入後すぐに40％から50％となると試算した。アガピトスはさらに、ドラクマの価値の下落を止める為、金利は30％から40％に上昇するとの分析し、人々は住宅ローンなどローンの支払いが不可能となることからギリシャ国内の銀行の破たんを避けるために銀行は国有化されるだろうと予測している。
経済産業調査財団(IOBE)のリサーチ部門長アゲロス・ツァカニカス(Aggelos Tsakanikas)は、支払が滞るなどして犯罪が増加すると予見し、「街中で戦車や暴力を目にしたり、道端で飢える人がいるようになるということではないが、犯罪は確実に増える」と述べている。

#### 対応策
ギリシャのユーロ圏離脱の後処理に関してのシンプルな解決策も提示されている。まずユーロ圏を離脱しドラクマを使う。ギリシャ政府が１ユーロが１ドラクマだと宣言しつづけ、3000億ドル相当のドラクマを印刷する。現実には紙幣を印刷する必要はなく、3000億ドル相当の電子マネーでよい。そのうち2600億ドルをIMFとECBへの負債の返済にあて、残りの400億ドルでギリシャ市中銀行に流動性供給をおこなう。これによってギリシャ国内の資本規制が実質的に解除される。紙幣増刷によるインフレーションについては、大規模な量的緩和を行ったアメリカ合衆国の低いインフレ率の例をみてもわかるように、中央銀行が市場に大量に流動性供給をしてもそれが金融機関などにブタ積みされてしまえば高いインフレはおこらないという観測事実がある。つまり大量に紙幣を印刷しても、貨幣の流通速度低下によってオフセットされてしまう場合には物価に大きな変化は見られないのである。ギリシャのドラクマ使用のケースでは、ECBとIMFの金庫のなかに2600億ドルの(電子マネーとしての)ドラクマを保管する必要がある。その結果マネーサプライは緩やかに上昇し、緩やかなインフレーションとなり、ドラクマの緩やかな減価がおこる。

### ユーロ圏及び国際経済への影響
仏大手金融機関ソシエテ・ジェネラルのストラテジー部門長(Head of equity strategy)クラウディア・パンセーリ(Claudia Panseri)は、もしギリシャが2012年5月下旬に無計画にユーロ離脱をすれば、ユーロ圏の株価は50％急落、緊縮財政と消費の低迷でユーロ圏の企業収益は2割から3割減少するものとみている。 
ドイツ銀行によれば、欧州が2010年の世界の貿易額に占める割合は25％に達し、特に中国・アメリカにとって欧州は最大の貿易相手国であることから、欧州が経済不況に陥れば、世界中に波及し、経済成長率は世界中で鈍化し得る。

### 恩恵としての通貨暴落
ノーベル賞経済学者ポール・クルーグマンは、ギリシャがドラクマを復活させれば、導入の約1,2年後その通貨の減価によってギリシャ経済が回復に向かうであろうと述べる。ギリシャの観光業は、自国通貨安になることでより多くの観光客を呼び寄せることができるであろう。このような輸出主導型の景気回復の例としてアイスランドがあげられる。2008年のリーマン・ショックと世界金融危機の後にアイスランドは債務不履行となった。その翌年は実質6.5%のマイナス成長となったが、自国通貨アイスランド・クローナが暴落した。債務不履行以前は1ドル60アイスランド・クローナであったが、これが1ドル125アイスランド・クローナまで暴落した。この通貨暴落はアイスランドの輸出を後押しし、例えば観光業においては2011年に56万人の観光客を呼び寄せた。2013年には約3.3%の実質経済成長を記録するなど、順調に経済が回復している。

## 離脱時期
米国FRBの元議長であるアラン・グリーンスパンは、ギリシャのユーロ圏離脱は不可避であり、それが最善の政策であると皆が認識するのは時間の問題だと述べる。財政統合でもユーロ圏の問題は解決せず、政治的統合が必要だとグリーンスパンは述べる
。